# Саїд (маї Борну)
Саїд I (*д/н — 1388) — 2-й маї Борну в 1387—1388 роках.

## Життєпис
Походження достеменно невідоме, можливо належав до місцевої знаті тубу або іншої кочового племені. Можливо по жіночій лінії належав до династії Сейфуа.
Повстав правління маї Омара I, якого 1387 року переміг, захопивши трон. Але цим збільшив загальний хаос та численні повстання. Не зміг протидіяти нападам білала з держави Яо, які підійшли до старої столиці Нджімі. Невдовзі 1388 року був повалений Кадаєм ібн Ідрісом.